# Heteromeringia dimidiata
Heteromeringia dimidiata är en tvåvingeart som beskrevs av Willi Hennig 1938. Heteromeringia dimidiata ingår i släktet Heteromeringia och familjen träflugor.
Artens utbredningsområde är Peru. Inga underarter finns listade i Catalogue of Life.